# Karl Gustav Sanio
Karl Gustav Sanio (Lyck, 1832 – Lyck, 1891) è stato un botanico prussiano.
Dal 1858 al 1866 fu docente di botanica all'università di Königsberg. Attento osservatore, lasciò importanti volumi sulla flora prussiana.
Il genere di briofite Sanionia è dedicato al suo nome.